# Far Cry
Far Cry je série her vydávaných od roku 2004 společností Ubisoft Entertainment. Již bylo publikováno 6 hlavních her a 3 vedlejší hry. Poslední vydanou hrou je Far Cry 6 z roku 2021.

## Hry

### Hlavní hry

#### Far Cry(2004)
Hra z března 2004. Hlavním hrdinou je bývalý voják Jack Carver.

#### Far Cry 2(2008)
Hra z října 2008. Hlavního hrdinu si hráč na začátku zvolí – má na výběr z těchto: Frank Bilders, Marty Alencar, Paul Ferenc, Andre Hyppolite, Warren Clyde, Yosip Idromeno, Xianyong Bai, Quarbani Sinch a Hakim Echebbi.

#### Far Cry 3(2012)
Hra ze září 2012. Hlavním hrdinou je Jason Brody.

#### Far Cry 4(2014)
Hra z listopadu 2014. Hlavním hrdinou je Ajay Ghale.

#### Far Cry 5(2018)
Pátý díl hlavní série. Byl vydán 27. března 2018.

#### Far Cry 6(2021)
Šestý díl hlavní série. Byl vydán 7. října 2021.

### Vedlejší hry

#### Far Cry 3: Blood Dragon(2013)
Hra byla vydaná 30. dubna 2013. Jedná se o samostatný datadisk hry Far Cry 3.

#### Far Cry Primal(2016)
Hra z roku 2016, která nepokračuje v hlavní sérii, nýbrž dějem z pravěku odbočuje. Hlavním hrdinou je Takkar.

#### Far Cry New Dawn(2019)
Hra byla vydaná 15. února 2019. Jedná se o přímé pokračování hry Far Cry 5.

## Film
Oficiální film je momentálně[kdy?] ve fázi přípravy v Ubisoft Motion Pictures.[zdroj?]